# شورای عالی دفاع

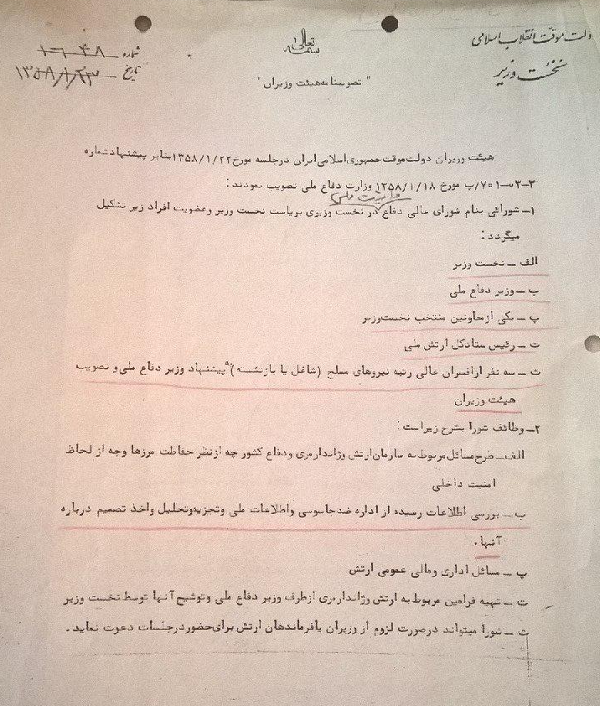
مصوبهٔ دولت موقت

شورای عالی دفاع و امنیت ملی که به شورای عالی دفاع مشهور بود، پس از انقلاب ۱۳۵۷ ایران وظیفهٔ فرماندهی ارتش و امنیت کشور ایران را بر عهده داشت. این شورا در طول جنگ ایران و عراق فرماندهی جنگ را نیز عهده‌دار بود تا اینکه پس از بازنگری در قانون اساسی در سال ۱۳۶۸، جای خود را به شورای عالی امنیت ملی داد.

## تاریخچه
در روزهای اولیهٔ انقلاب ۱۳۵۷ و استقرار دولت موقت پیکرهٔ ارتش ایران به‌علت خروج یا دستگیری اغلب فرماندهان ارتش شاهنشاهی از هم فروپاشیده بود و نیازمند بازسازی بود. جهت بررسی و رسیدگی به این امر و سازماندهی امور ارتش، وزارت دفاع ملی دولت موقت پیشنهاد داد تا شورایی با عنوان شورای عالی دفاع ملی تشکیل شود. متعاقب این پیشنهاد هیئت وزیران دولت موقت در جلسهٔ مورخهٔ ۲۲ فروردین ۱۳۵۸ با تشکیل شورایی با همان عنوان موافقت کرد. سپس اساسنامه‌ای برای آن شورا تنظیم و آن اساسنامه نیز در دولت موقت به تصویب رسید.

### اعضا
مطابق اساسنامهٔ مصوب دولت موقت، اعضای آن شورا به قرار زیر بودند:
- نخست‌وزیر،
- وزیر دفاع،
- یکی از معاونین منتخب نخست‌وزیر،
- رئیس ستاد کل ارتش ملی،
- سه نفر از افسران عالی‌رتبهٔ نیروهای مسلّح (شاغل یا بازنشسته) به پیشنهاد وزیر دفاع ملی و تصویب هیئت وزیران.

### وظایف
وظایف این شورا نیز به قرار زیر بود:
- طرح مسائل مربوط به سازمان ارتش و ژاندارمری و دفاع کشور چه از نظر حفاظت مرزها و چه از نظر امنیت داخلی
- بررسی اطلاعات رسیده از ادارهٔ ضدجاسوسی و اطلاعات محلی و تجزیه و تحلیل و اخذ تصمیم دربارهٔ آن‌ها
- مسائل اداری ـ مالی عمومی ارتش؛
- تهیهٔ فرامین مربوط به ارتش و ژاندارمری از طرف وزیر دفاع و تصویب آن‌ها از طرف نخست‌وزیر.
- شورا می‌تواند در صورت لزوم از وزیران یا فرماندهان ارتش برای حضور در جلسات دعوت نماید.

ریاست این شورا نیز برعهدهٔ نخست‌وزیر بود.

## تغییرات پس از تصویب قانون اساسی
پس از تصویب قانون اساسی در مجلس خبرگان قانون اساسی در ۱۳۵۸ این شورا زیر نظر رهبری قرار گرفت و وظایف و ترکیب اعضای آن تغییر کرد.

### اعضا
تشکیل این شورا در اصل ۱۱۰ قانون اساسی جمهوری اسلامی مصوب مجلس خبرگان قانون اساسی و ذیل اختیارات رهبری ذکر گردیده که ترکیب آن به این صورت بود:
- رئیس‌جمهور
- نخست‌وزیر
- وزیر دفاع
- رئیس ستاد مشترک ارتش
- فرمانده کل سپاه پاسداران انقلاب اسلامی
- دو مشاور به تعیین رهبر

ترکیب شورا به گونه‌ای انتخاب شد که رهبری بر تمام مسائل نظامی ـ امنیتی که با امنیت کشور ارتباط داشته، اشراف پیدا کند.
ترکیب این شورا به‌گونه‌ای مشخص شده بود که ترکیب سیاسی ـ نظامی توأمان باشد تا بتواند مسائل را در ابعاد مختلف مورد توجه قرار دهد و تصمیمی خلاف بخش دیگری از کشور اتخاذ نشود.
پس از تصویب این قانون، روح‌الله خمینی، سید علی خامنه‌ای و مصطفی چمران را به نمایندگی خود در این شورا منصوب کرد و آنان را مأمور به تشکیل شورا و ارائهٔ گزارش منظم در ارتباط با ارتش و نیروهای مسلح نمود.

### وظایف
وظایف این شورا عبارت بود از:
- تعیین فرماندهان سه‌گانهٔ ارتش
- پیشنهاد اعلام جنگ یا صلح یا بسیج نیروها به رهبری.

## از جنگ تا انحلال
با آغاز جنگ هشت ساله با عراق، آیت الله خمینی در پیامی به نیروهای مسلح، وظایف این شورا را مشخص‌تر بیان کرد. به این ترتیب، فرماندهی جنگ نیز علاوه بر وظایف قانونی این شورا به آن محول گردید. در این فرمان، وظایف شورای عالی دفاع، این‌گونه عنوان شده بود:
نظر به موقعیت استثنایی دفاع از کشور اسلامی و حساسیت فوق‌العادهٔ آن، تا موقعی که جنگ‌افروزان به کار تجاوزگرانهٔ خود ادامه می‌دهند، مراتب زیر اخطار و مقرر می‌گردد:
- کلیهٔ امور مربوط به جنگ تحت‌نظر شورای عالی دفاع به اضافهٔ یک نفر از نمایندگان مجلس شورای اسلامی باید اداره شود و این شورا موظف است تمام قوای مسلح را هماهنگ نماید و هیچ گروه یا شخصی تخلف از اوامر شورای مذکور نباید بکند. در غیاب آقای خامنه‌ای و آقای چمران، دو نفر از نمایندگان که یکی از آن‌ها رئیس مجلس شورای اسلامی است، باید در شورا شرکت نماید؛
- در ادارهٔ مناطق جنگی، کلیهٔ نیروها باید از شورا تبعیت نمایند و تصمیمات در این باره با شورای مذکور است؛
- تبلیغات مطلقاً ـ چه به‌وسیلهٔ رادیو و تلویزیون یا مطبوعات ـ تحت‌نظر شورای مذکور باید اجرا شود و رسانه‌های گروهی و مطبوعات حق پخش مصاحبات یا نطق‌ها و نوشته‌ها را بدون مراجعه و دستور از شورای مذکور ندارد؛
- سیاست خارجی مربوط به دفاع با شورای مذکور است و کسان دیگر بدون اجازه، حق دخالت ندارند؛
- کلیهٔ بیان‌ها و نوشته‌ها و تبلیغات و پخش اعلامیه‌ها بدون اجازهٔ مستقیم از شورای مذکور جداً ممنوع است؛
- دولت، مأمور جلب متخلفین و تحویل به دادگاه‌های انقلاب است؛
- دادگاه به جرایم بر حسب وضع دفاعی و انقلابی عمل می‌کند؛
- شورا موظف است در مناطق جنگی، نمایندگانی تعیین نماید که به‌وسیلهٔ آن‌ها امور انجام گیرد و موجب تأخیر نشود.

پس از کشته شدن مصطفی چمران، سید موسی نامجو توسط خمینی به عضویت شورای عالی دفاع منصوب شد. با انتخاب سید علی خامنه‌ای به ریاست جمهوری، این بار اکبر هاشمی رفسنجانی به عضویت در شورای عالی دفاع منصوب شد. دیگر نمایندهٔ رهبری در این شورا قاسمعلی ظهیرنژاد بود که در ۱۳۶۳ به عضویت آن شورا درآمد. در سال ۱۳۶۵ نیز علی صیاد شیرازی و محسن رفیق‌دوست با عنوان وزیر سپاه با حکم خمینی به عضویت در این شورا درآمدند.
این شورا، پس از بازنگری قانون اساسی جمهوری اسلامی ایران در سال ۱۳۶۸ در مجلس شورای بازنگری قانون اساسی منحل و وظایف آن بر اساس اصل ۱۱۰ قانون اساسی به رهبری واگذار شد.